# Гоголівське газоконденсатне родовище
Гоголівське газоконденсатне родовище — газоконденсатне родовище, що належить до Глинсько-Солохівського газонафтоносного району Східного нафтогазоносного регіону України.

## Опис
Розташоване в Полтавській області на відстані 17 км від смт Шишаки.
Знаходиться в центральній частині приосьової зони Дніпровсько-Донецької западини.
Структура виявлена в 1964 р. Підняття являє собою брахіантикліналь північно-західного простягання розмірами по ізогіпсі — 4100 м 5,7х3,9 м, амплітуда до 50 м. Перший промисл. приплив газоконденсатної суміші отримано з верхньосерпуховських відкладів з інт. 4206-4235 м у 1970 р.
Поклади пластові, склепінчасті, тектонічно екрановані та літологічно обмежені. Режим покладів газовий. Колектори — пісковики.
Експлуатується з 1972 р. Запаси початкові видобувні категорій А+В+С1: газу — 4816 млн. м³; конденсату — 964 тис. т.